# District de Yuexiu
Le district de Yuexiu (chinois simplifié : 越秀区 ; pinyin : yuèxiù qū) est le plus petit et le plus peuplé des districts de Canton, en Chine. Il a pris son extension actuelle (de 2009) en 2005. C'est dans ce district que se trouve la cathédrale du Sacré-Cœur de Canton, ainsi que la mosquée Xianxian.